# Bourse de Kuala Lumpur
La Bourse de Kuala Lumpur est un établissement résultant de la création par les autorités locales en 1976 d'une Bourse des valeurs pour les seules sociétés malaises.

## Histoire
Jusqu'aux années 1970, il existait une Bourse fonctionnant à la fois pour les entreprises de Singapour et pour les sociétés malaises. Le nouvel établissement s'est créé dans le sillage du projet en 1973 de séparer son activité de celle de la Bourse de Singapour, afin de mettre sur pied une bourse indépendante.
Comme les autres bourses asiatiques, Kuala Lumpur bénéficie au début des années 1990 d'un afflux massif de capitaux étrangers qui se retirent ensuite, déstabilisant la monnaie puis l'économie des pays.
La dévaluation de la roupie indonésienne, est alors suivie de celle du ringgit malais puis du peso philippin et des monnaies de Corée du Sud, Taïwan, Singapour et Hong Kong, avec la fin au système de change fixe ou quasi-fixe qui régnait depuis des décennies dans ces pays.